# Resolutie 1603 Veiligheidsraad Verenigde Naties
Resolutie 1603 van de Veiligheidsraad van de Verenigde Naties werd unaniem door de
VN-Veiligheidsraad aangenomen op 3 juni 2005 en
verlengde de vredesmissie in Ivoorkust tot 24 juni.

## Achtergrond
In 2002 brak in Ivoorkust een burgeroorlog uit tussen de regering in het
christelijke zuiden en rebellen in het islamitische noorden van het land.
In 2003 leidden onderhandelingen tot de vorming van een regering van nationale eenheid en waren er
Franse- en VN-troepen aanwezig. In 2004 zegden de rebellen hun
vertrouwen in de regering op en namen opnieuw de wapens op. Op 6 november kwamen bij Ivoriaanse
luchtaanvallen op de rebellen ook 9 Franse vredeshandhavers om. Nog die dag vernietigden de Fransen de gehele
Ivoriaanse luchtmacht, waarna ongeregeldheden uitbraken in de hoofdstad Abidjan.

## Inhoud

### Waarnemingen
Op 6 april hadden de partijen in Ivoorkust en vredesakkoord getekend en de eerste stappen om het uit te
voeren waren reeds gezet. Zo was in het bijzonder begonnen met ontwapening, demobilisatie en herintegratie en
het herstel van de status van radio en televisie.
Doch was men bezorgd om de achteruitgaande veiligheids- en humanitaire situatie in vooral het westen van het
land.

### Handelingen
De Veiligheidsraad eiste dat alle ondertekenaars het vredesakkoord onverwijld volledig uitvoerden. In het
andere geval was de Raad bereid sancties in te stellen. De partijen moesten er verder
voor zorgen dat de verkiezingen, die volgens het akkoord in oktober 2005 moesten plaatsvinden, vrij,
eerlijk en transparant zouden verlopen. De Secretaris-Generaal
werd gevraagd een speciale vertegenwoordiger aan te stellen om toe te zien op het verloop van die verkiezingen.
Ten slotte werd het mandaat van de VN-Missie in Ivoorkust UNOCI en de Franse troepen ter
ondersteuning werd verlengd met één maand, tot 24 juni. De Secretaris-Generaal werd geautoriseerd de
nodige voorbereidingen te treffen in geval de Veiligheidsraad zou beslissen UNOCI's troepen- en politiemacht
te versterken.

## Verwante resoluties
- Resolutie 1594 Veiligheidsraad Verenigde Naties
- Resolutie 1600 Veiligheidsraad Verenigde Naties
- Resolutie 1609 Veiligheidsraad Verenigde Naties
- Resolutie 1632 Veiligheidsraad Verenigde Naties

Lijst ·  1581 ·  1582 ·  1583 ·  1584 ·  1585 ·  1586 ·  1587 ·  1588 ·  1589 ·  1590 ·  1591 ·  1592 ·  1593 ·  1594 ·  1595 ·  1596 ·  1597 ·  1598 ·  1599 ·  1600 ·  1601 ·  1602 ·  1603 ·  1604 ·  1605 ·  1606 ·  1607 ·  1608 ·  1609 ·  1610 ·  1611 ·  1612 ·  1613 ·  1614 ·  1615 ·  1616 ·  1617 ·  1618 ·  1619 ·  1620 ·  1621 ·  1622 ·  1623 ·  1624 ·  1625 ·  1626 ·  1627 ·  1628 ·  1629 ·  1630 ·  1631 ·  1632 ·  1633 ·  1634 ·  1635 ·  1636 ·  1637 ·  1638 ·  1639 ·  1640 ·  1641 ·  1642 ·  1643 ·  1644 ·  1645 ·  1646 ·  1647 ·  1648 ·  1649 ·  1650 ·  1651